# Diagrama de sectors

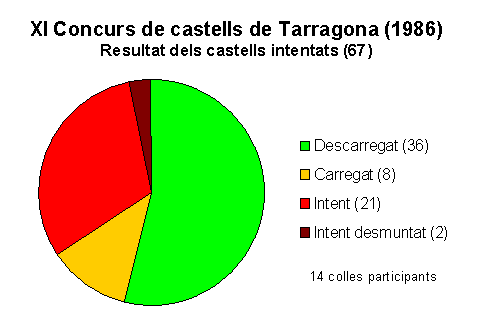
Gràfic circular

El diagrama de sectors (diagrama circular o diagrama de pastís; també anomenat col·loquialment gràfic de formatgets) consisteix en un gràfic circular dividit en sectors, la longitud de l'arc de cada sector (i per tant el seu angle central i l'àrea), és proporcional a la quantitat que representa. Es parla de diagrama de pastís per la seva semblança a un pastís que ha estat tallat. Els primers diagrames coneguts s'atribueixen a William Playfair en el Breviari Estadístic de 1801.
Aquesta mena de diagrama és un dels més emprats el món dels negocis i els mitjans de comunicació. No obstant això, ha estat criticat, i alguns recomanen evitar-lo, assenyalant, sobretot, que és difícil comparar les diferents seccions d'un gràfic circular donat, o per comparar les dades a través de diagrames de sectors diferents. Aquest diagrama pot ser una manera eficaç de mostrar la informació en alguns casos, en particular, si la intenció és comparar la mida d'una secció amb tot el pastís, en lloc de comparar els talls entre ells. Funcionen especialment bé quan els sectors representen del 25 fins al 50% de les dades, però en general, els diagrames de barres o els diagrames de dispersió, o mètodes no gràfics com ara taules, poden ser més adequades per representar certa informació.